# 미주개발은행

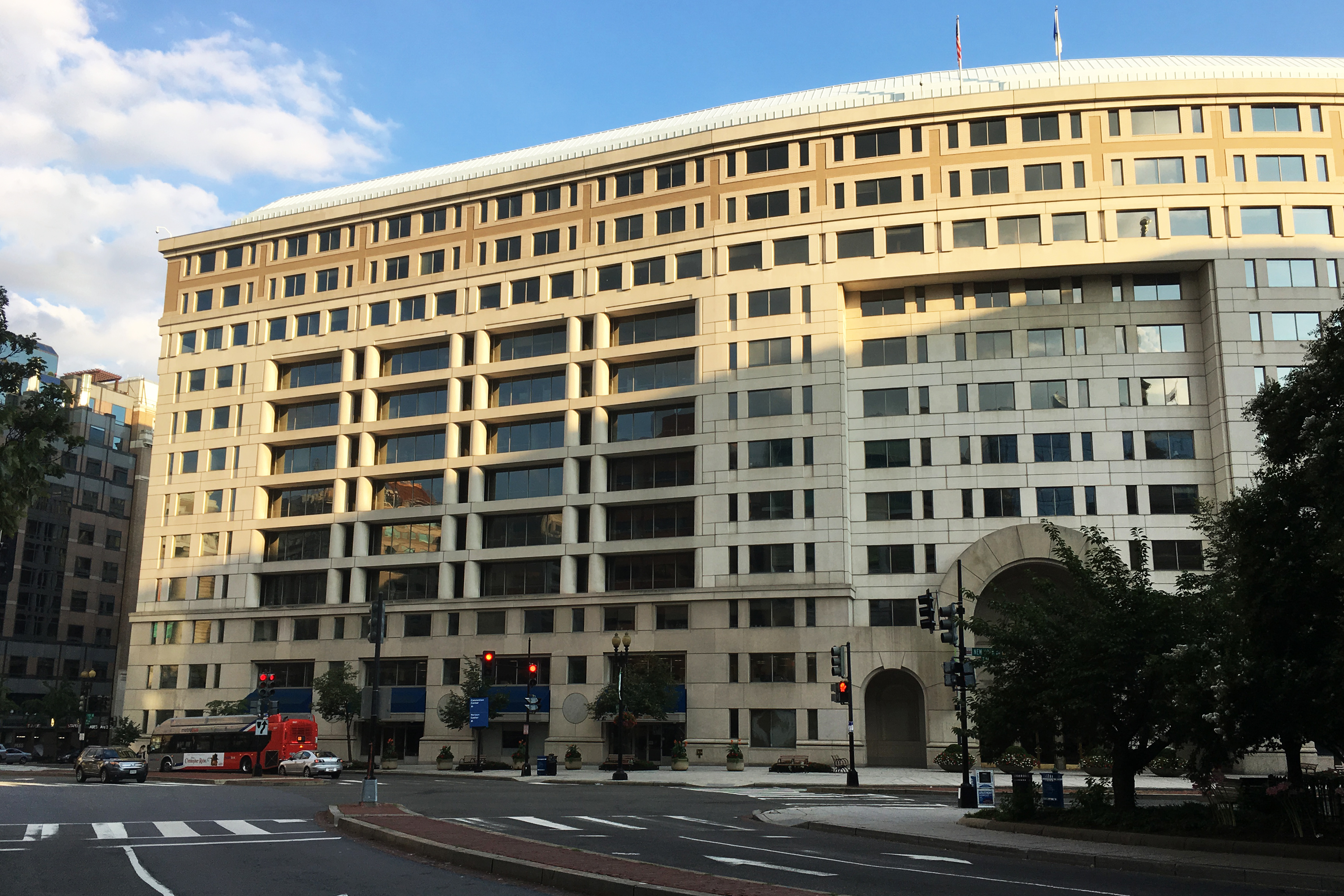

미주개발은행(美州開發銀行, The Inter-American Development Bank, IADB or IDB or BID)은 라틴 아메리카와 카리브 지역의 경제 사회 개발을 위하여 1959년에 설립된 지역 은행이다. 본부는 미국 워싱턴 D.C.에 있다.